# Майк Ашли
Майк Ашли (на английски: Mike Ashley) е английски библиограф, автор и редактор на научна фантастика, трилър, хорър, фентъзи и документалистика.

## Биография и творчество
Майк Реймънд Доналд Ашли е роден на 1 октомври 1948 г. в Саутхол, Мидълсекс, Англия. Работи като държавен служител в местната власт до пенсионирането си.
Той редактира дългогодишната поредица „Дебелата антология“, съставена от антологии с разкази, всяка от които е подредена около определена тема в трилъра, фентъзито или научната фантастика. Печели наградата „Едгар“ за антологията The Mammoth Encyclopedia of Modern Crime Fiction от 2002 г. и наградата „Пилигрим“ за цялостно творчество през 2002 г.
Той има специален интерес към списанията за фантастика и е написал многотомна история на списанието за научна фантастика и изследване на британските списания за фантастика, „Епохата на разказвачите" от 2005 г. Автор е и на много справочници за научната фантастика.
Майк Ашли живее в Чатъм, Кент.

## Произведения

### Самостоятелни романи
- The Enchantresses (1998) – с Вера Чапман[1][2][3]

### Сборници
- Yesterday's Tomorrows (2020) – разкази[1]

### Разкази
- The Wall (1970)
- The Scream (1994)[1]
- The Witness (1995)
- Hercules in Hell (1995)
- The Bridge of Fire (1998)
- The Corruption of Perfection (2000)
- The Delver in the Stacks (2021)

### Антологии

#### Поредица „Дебелата антология“ (The Mammoth Book)
- The Mammoth Book of Short Horror Novels (1988)[1][2][3][4]
- The Mammoth Book of Historical Whodunnits (1993)
- The Mammoth Book of Historical Detectives (1995)[2]
- The Mammoth Book of Fairy Tales (1997)
- The Mammoth Book of New Sherlock Holmes Adventures (1997)
Новите приключения на Шерлок Холмс : Новели, изд.: ИК „Бард“, София (2002), прев. Веселин Лаптев
- The Mammoth Book of Comic Fantasy (1998)
Алергия към магия : Комично фентъзи, изд.: ИК „Прозорец“, София (2005), прев. Силвия Вълкова, Светлана Комогорова
- The Mammoth Book of Arthurian Legends (1998)
- The Mammoth Book of British Kings and Queens (1998) This was the US title for British Monarchs
- The Mammoth Book of Men o' War (1999)
- The Mammoth Book of Seriously Comic Fantasy (1999)
Един смахнат свят : Сериозно комично фентъзи, изд.: ИК „Бард“, София (2003), прев. Милена Илиева
- The Mammoth Book of Sword and Honor (2000)
- The Mammoth Book of Locked Room Mysteries and Impossible Crimes (2000)
- The Mammoth Book of Awesome Comic Fantasy (2001)
Дебела антология на адски смешното фентъзи, изд.: ИК „Бард“, София (2003), прев. Крум Бъчваров
- The Mammoth Book of Hearts of Oak (2001)
- The Mammoth Book of Historical Whodunnits (Volume 2) (2001)
- The Mammoth Book of Fantasy (2001)
- The Mammoth Book of Science Fiction (2002)
- The Mammoth Encyclopedia of Modern Crime Fiction (2002) – награда „Едгар“
- The Mammoth Book of Egyptian Whodunnits (2002)
- The Mammoth Book of Roman Whodunnits (2003)
- The Mammoth Book of Roaring Twenties Whodunnits (2004)
- The Mammoth Book of Sorcerer's Tales (2004)
- The Mammoth Book of Comic Fantasy (2005)
- The Mammoth Book of New Jules Verne Adventures (2005) – с Ерик Браун
- The Mammoth Book of King Arthur (2005)
- The Mammoth Book of Historical Whodunnits: Third New Collection (2005)
- The Mammoth Book of Comic Fantasy: Fourth All-New Collection(2005)
- The Mammoth Book of Extreme Science Fiction (2006)
- The Mammoth Book of Jacobean Whodunnits (2006)
- The Mammoth Book of Perfect Crimes and Impossible Mysteries (2006)
- The Mammoth Book of Dickensian Whodunnits (2007)
- The Mammoth Book of Extreme Fantasy (2008)
- The Mammoth Book of Mindblowing SF (2009)
- The Mammoth Book of Time Travel SF (2013)
- The Mammoth Book of Classical Whodunnits (2014)

#### Поредица „Приказки за странните“ (Tales of the Weird)
съставител на 6 книги от поредицата

### Поредица „Класика на научната фантастика“ (Science Fiction Classics)
съставител на 7 книги от поредицата

#### Други самостоятелни антологии
- Choice 77 (1977)[1][2][3][4]
- Souls in Metal (1977)
- Weird Legacies (1977)
- The Chronicles of the Round Table (1987)
- When Spirits Talk (1990)
- The Pendragon Chronicles (1990)
- The Camelot Chronicles (1992)
- The Giant Book of Myths and Legends (1995)
- The Merlin Chronicles (1995)
- Chronicles of the Holy Grail (1996)
- Fantasy Stories (1996)
- Space Stories (1996)
- Classical Whodunnits (1996)
- The Collected Classical Stories and Classical Whodunnits (1996)
- The Random House Book of Fantasy Stories (1997)
- Shakespearean Whodunnits (1997)
Дъщерята на Дездемона (Престъпления и мистерии, основани на живота и пиесите на Шекспир), изд. „Анимар“ (2009), прев. Деница Райков
- Heroic Adventures (1998)
- Shakespearean Detectives (1998)
- Royal Whodunnits (1999)
- Phantom Perfumes and Other Shades (2000)
- Classical Whodunits (2000)
- Arthurian Legends (2002)
- Men O'War (2003)
- The World's Greatest Master and Commander Stories (2005)
- Great American Ghost Stories (2008)
- Unforgettable Ghost Stories by Women Writers (2008)
- The Darker Sex (2009)
- Steampunk Prime (2010)
- Dreams and Wonders (2010)
- The Dreaming Sex (2011)
- The Duel of Shadows (2011)
- Vampires: Classic Tales (2011)
- Sisters In Crime (2013)
- The Feminine Future (2015)
- Toward the Golden Age (2016)
- Lost Mars (2018)
- Menace of the Monster (2019)
- Fighters of Fear (2020)
- Born of the Sun (2020)

### Документалистика
- Who's Who in Horror and Fantasy Fiction (1978)[1][2][3][4]
- Fantasy Readers Guide to Ramsey Campbell (1980)
- The Illustrated Book of Science Fiction Lists (1983)
- Science Fiction, Fantasy, and Weird Fiction Magazines (1985)
- Barrington J. Bayley (1987)
- Algernon Blackwood (1987) – за Алджърнън Блакуд[3]
- The Work of Robert A.W. Lowndes (1988)
- The Work of David H. Keller (1994)
- The Work of William F. Temple (1994) – с Робърт Реджиналд
- The Supernatural Index (1995) – с Уилям Г. Контенто
- The Gernsback Days (1997) – с Робърт А. У. Лаундес
- The British Monarchy (1998)
- The Time Machines (2000)
- Starlight Man (2001)
- A Brief History of British Kings and Queens (2002)
- Transformations (2005)
- The Age of the Storytellers (2005)
- Gateways to Forever (2007)
- A Brief History of King Arthur (2010)
- Out of This World (2011)